# 윤종규
윤종규(尹鍾奎, 1998년 3월 20일 ~ )는 대한민국의 축구 선수로 포지션은 오른쪽 풀백, 오른쪽 윙어, 오른쪽 측면 미드필더이며 현재 K리그1 울산 HD 소속이다.

## 구단 경력

### FC 서울1기
신갈고등학교 졸업 후 대학을 거치지 않고 바로 2017년 FC 서울에 입단했지만 당시 주전 수비수인 신광훈, 이규로와 백업 멤버 심상민에 밀려 1군 경기에 단 1경기도 나서지 못했고 R리그에서만 4경기를 소화했다.

### 경남 FC
FC 서울에서 자리를 잡지 못하다가 2017년 여름 경남 FC로 임대 이적하여 같은 해 7월 3일 수원 FC와의 2017년 K리그2 19라운드 원정 경기에서 공식 리그 데뷔전을 치른 이후 2개월간 출전 기회를 받지 못하다가 최재수의 부상으로 4경기 연속 출전하며 주전 발탁에 대한 기대가 높아졌다가 부산 아이파크와의 33라운드 홈 경기에서 경고 누적으로 퇴장당하고 말았다.
이후 최재수의 복귀로 경남에서는 비록 리그 5경기만 소화하는데 그쳤지만 경남의 창단 첫 리그 우승을 경험하며 프로 데뷔 시즌을 무사히 마쳤다.

### FC 서울 2기
경남에서의 2부 리그 우승을 경험한 후 2018 시즌을 앞두고 FC 서울로 복귀한 뒤 군에 입대하기 전인 2022 시즌까지 공식전 124경기 2골을 기록하면서 2019년 K리그1 3위, 2022년 FA컵 준우승 등에 기여했다.

### 김천 상무
2022 시즌을 마무리한 후 12월 1일 병무청에서 발표한 2023년 김천 상무 선수 1차 합격자 명단에 이름을 올리면서 다음 시즌부터 김천 소속으로 군 복무를 시작한다.

### 울산 HD
2025년 1월 2일에 서울을 떠나 울산으로 이적하였다.

## 국가대표팀 경력

### 청소년 대표팀
U-17 대표팀 소속으로 2015년 FIFA U-17 월드컵 본선 4경기에 출전하여 16강 진출에 기여했고 U-20 대표팀의 일원으로 자국에서 열린 2017년 FIFA U-20 월드컵 본선 1경기에 출전하여 팀의 16강 진출에 일조했다.
그 후 U-23 대표팀의 일원으로 2020년 AFC U-23 챔피언십 1경기에 출전하여 대한민국의 사상 첫 U-23 아시안컵 우승 및 9회 연속 올림픽 본선 진출에 일조했고 2020년 하계 올림픽 대비 1차 엔트리에 합류하여 가나와의 친선 1차전 후반 시작 직후 교체 투입되었다.
그리고 친선 2차전에서는 결장했으며 가나와의 2번의 친선전 이후 발표된 2차 엔트리에는 포함되지 못하면서 최종적으로 올림픽 출전이 무산되었다.

### A대표팀
2020년 11월 오스트리아 원정 평가전 엔트리에 합류한 이후 카타르와의 친선 경기에서 A대표팀 소속으로 국제 A매치 데뷔전을 치러 팀의 2-1 승리에 일조했다.
그 후 일본 도요타 스타디움에서 열린 2022년 EAFF E-1 풋볼 챔피언십 엔트리에 이름을 올리며 약 2년만에 A대표팀에 합류한 이후 7월 20일 사실상 약체인 중국과의 결승 리그 1차전에서 후반 28분까지 뛰면서 3-0 승리에 이바지했으나 팀은 아쉽게도 홈팀 일본과의 최종전에서 0-3으로 완패하며 대회 4연속 제패가 무산되었다.
그로부터 2개월 후 코스타리카와의 평가전에 선발로 출전했고 11월 11일 UEFA 유로 2016 8강팀인 아이슬란드와의 월드컵 출정식 겸 평가전에서도 선발로 출전하여 후반 15분까지 소화한 뒤 김태환과 교체되었다.
그리고 아이슬란드와의 평가전 다음날인 12일 발표된 2022년 FIFA 월드컵 최종 26인 엔트리에 이름을 올렸고 비록 김문환이 4경기를 모두 풀타임 소화하며 단 1경기도 출전하지 못했으나 대한민국의 12년만의 월드컵 16강 진출에 큰 힘을 실어주었다.

## 수상 내역

### 클럽
경남 FC
- K리그2 : 우승 (2017)

FC 서울
- 코리아컵 : 준우승 (2022)

김천 상무
- K리그2 : 우승 (2023)

### 국가대표팀
대한민국 U-23
- AFC U-23 아시안컵 : 우승 (2020)

대한민국
- EAFF E-1 풋볼 챔피언십 : 준우승 (2022)

## 참고 자료
- NEXTAR★K '전천후 풀백' 윤종규는 데뷔를 고대한다